# مدير المدينة

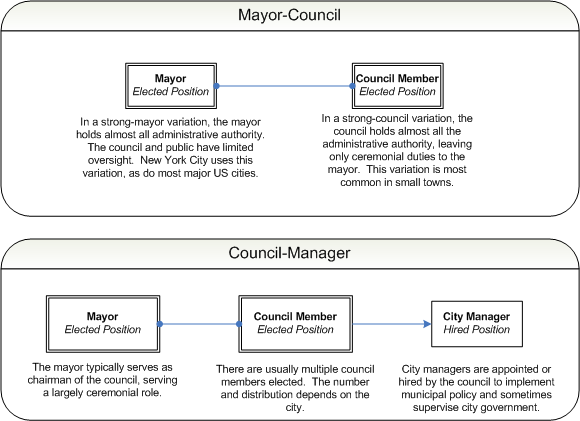

مدير المدينة هو مسؤول يتم تعيينه ليشغل منصب المدير الإداري للمدينة، في نموذج المجلس - المدير لحكومة المدينة. ويشار إلى المسؤولين المحليين الذين يشغلون هذا المنصب أحيانًا باسم المدير التنفيذي (CEO) أو كبير الموظفين الإداريين (CAO) في بعض البلديات. ومع ذلك، ينطوي هذا المصطلح «مدير المدينة» بمعناه التقني، خلافًا لمنصب كبير الموظفين الإداريين، على تقدير وسلطة مستقلة أكبر من تلك المنصوص عليها في ميثاق أو هيئة قانونية أخرى، مقارنة بالواجبات المفروضة على أساس متفاوت من قبل مسؤول أعلى مرتبة مثل العمدة.

## معلومات تاريخية
تذكر معظم المصادر أن أول مدير مدينة كان في ستانتون، بفرجينيا عام 1908. ومن المدن التي كانت أول من يوظف مدير لها مدينة سمتر، بساوث كارولينا (1912) ودايتون، بأوهايو (1914). وقد عقد أول اجتماع لـ «جمعية مديري المدن» في ديسمبر 1914 حيث ضم ثمانية مديرين. وقد ابتكر منصب مدير المدينة، الذي يعمل في ظل نموذج حكومة المجلس - المدير، في جزء منه لتخليص حكومة المدينة من سلطة الأحزاب السياسية، ووضع إدارة المدينة في يد خبير خارجي غالبًا ما يكون مديرًا تجاريًا أو مهندسًا، آملين بذلك أن يظل مدير المدينة حياديًا فيما يتعلق بالسياسة في المدينة.
وبحلول نهاية أوائل القرن العشرين، كان حوالي خمس وأربعين مدينة في الولايات المتحدة قد اعتمدت نموذج مدير المدينة للحكومة.

## مسؤوليات مدير المدينة
مع تربعه على قمة مسؤولي المدينة، يكون مدير المدينة المسؤول عادة عن معظم - إن لم يكن جميع - العمليات الإدارية اليومية بالبلدية، بالإضافة إلى توقعات أخرى.
تتضمن بعض الأدوار والمسؤوليات والصلاحيات الأساسية لمدير المدينة:
- الإشراف على العمليات اليومية بجميع إدارات المدينة والموظفين، وذلك بشكل مباشر وعن طريق رؤساء الأقسام؛
- الإشراف على جميع عمليات التوظيف والطرد والتأديب والإيقاف؛
- إعداد ميزانية المدينة ورصدها وتنفيذها، وهذا يتضمن التقدم كل عام إلى المجلس بحزمة الميزانية المقترحة، بالإضافة إلى الخيارات والتوصيات للنظر فيها والموافقة الممكنة عليها؛
- المستشار الفني الرئيسي للمجلس في العمليات الحكومية بشكل عام؛
- الإشراف على العلاقات العامة، مثل لقاء المواطنين ومجموعات المواطنين والشركات وغيرهم من أصحاب المصالح (قد يغير وجود العمدة هذه الوظيفة إلى حد ما)؛
- إدارة المدينة بالفهم المهني لكيفية تشغيل جميع وظائف المدينة معًا لتحقيق أفضل النتائج؛
- حضور جميع اجتماعات المجلس، ولكن ليس لديه الحق في التصويت
- هناك مهام إضافية قد يكلفه بها المجلس[5][6]

قد تتباين المسؤوليات مع تباين شروط الميثاق وغيرها من القوانين المحلية أو قوانين وقواعد ولوائح الولاية. وبالإضافة إلى ذلك، يتضمن قانون العديد من الولايات مثل ولايات نيو هامشاير وميزوري الحد الأدنى للمهام التي يجب على «المدير» المحلي أداؤها.
ويتقيد المديرون الأعضاء بالجمعية الدولية لمديري المدن بمدونة أخلاقيات وُضعت في الأصل عام 1924 لتُنفَّذ تنفيذًا صارمًا ودقيقًا. ومنذ ذلك الحين، تم تحديث/تنقيح المدونة في سبع مناسبات، كان آخرها عام 1998. وقد أخذت تلك التحديثات في اعتبارها واجبات المهنة ومسؤولياتها وتوقعاتها المتطورة؛ على الرغم من أن جوهر المدونة - «السلامة والصحة العامة وعدم السعي خلف المصالح والسلوك المثالي في المسائل الشخصية والمهنية على حد سواء؛ واحترام دور المسؤولين المنتخبين ومساهماتهم؛ وممارسة الاستقلال للقيام بما هو صحيح؛ والحياد السياسي؛ وخدمة الجمهور بعدل وأعضاء الهيئة الحاكمة بمساواة؛ وإطلاع المجتمع على المسائل الحكومية المحلية، ودعم الموظفين وقيادتهم» - لم يتغير منذ الطبعة الأولى.

## لمحة عن مدير المدينة
في السنوات الأولى من بداية المنصب، كان معظم المديرين من ذوي التخصصات الهندسية. أما اليوم فالخلفية والتعليم النموذجيان والمستحسنان لمدير البلدية المبتدئ هو درجة الماجستير في الإدارة العامة (MPA) وخبرة لا تقل عن عدة سنوات على الأقل من العمل كرئيس قسم في الحكومة المحلية أو كمساعد مدير المدينة. وبحلول عام 2005، كان أكثر من 60٪ من الأشخاص الذين يشغلون هذا المنصب قد حصلوا على ماجستير الإدارة العامة، أو ماجستير إدارة الأعمال، أو درجة أخرى أعلى مستوى.
ويبلغ متوسط فترة ولاية المدير الآن 7 إلى 8 سنوات ثم ارتفعت تدريجيًا على مر السنين. وتكون هذه الفترات أقل في المجتمعات الأصغر وأكبر في المجتمعات الأكبر، كما أنها تميل إلى التباين اعتمادًا على المنطقة.
وقد جرى العرف على أن يعين المسؤولون المنتخبون مديري المدينة الذين يمثلون الهيئة الحاكمة. فعلى مديري الأقلية الذهاب إلى مجتمعات الأقلية للحصول على وظيفة مدير المدينة.[بحاجة لمصدر] وفي الوقت الحاضر، يجري انتخاب عدد أكبر من الإناث والأقليات لشغل المناصب العامة. وهو ما غير تركيبة مديري المدن في المدن الأمريكية. حيث من الشائع الآن وجود مديري مدن من الإناث والأقليات في جميع أنحاء أمريكا.[بحاجة لمصدر]

## وصلات خارجية
- International City/County Management Association, ICMA is the professional and educational organization for chief appointed managers, administrators, and assistants in cities, towns, counties, and regional entities throughout the world.
- Staunton, Virginia: Birthplace Of City Manager Form Of Government, a history on the city manager system of government.

## كتابات أخرى
- Kemp, Roger L. Managing America's Cities: A Handbook for Local Government Productivity, McFarland and Co., Jefferson, NC, USA, and London, Eng., UK 1998(ISBN 0-7864-0408-6).
- _______, Model Government Charters: A City, County, Regional, State, and Federal Handbook, McFarland and Co., Jefferson, NC, USA, and London, Eng., UK, 2003 (ISBN 978-0-7864-3154-0)
- _______, Forms of Local Government: A Handbook on City, County and Regional Options, McFarland and Co., Jefferson, NC, USA, and London, Eng., UK, 2007 (ISBN 978-0-7864-3100-7).